# Rooney Mara
Patricia Rooney Mara (Bedford, 17 d'abril de 1985) és una actriu estatunidenca de cinema i televisió. Mara va debutar el 2005 i ha progressat fins a esdevenir l'estrella de diverses pel·lícules, com Malson a Elm Street. L'origen, el remake de la pel·lícula de por de 1984, i La xarxa social. Mara fa de Lisbeth Salander, personatge principal de la versió de 2011 de la pel·lícula The Girl with the Dragon Tattoo, la primera de les tres pel·lícules de Sony Pictures basades en la sèrie de llibres Millennium, de Stieg Larsson. Fou nominada com a millor actriu en els premis Oscar i Globus d'Or per aquest paper.
Mara també és coneguda per les seves accions solidàries. Supervisa la "Uweza Foundation", que dona suport a programes de capacitació per a nens i famílies als suburbis de Kibera a Nairobi (Kenya), un dels barris marginals més grans de l'Àfrica. També és la germana menor de l'actriu Kate Mara.

## Filmografia
| Any  | Títol                                                                              | Paper                 | Notes |
| ---- | ---------------------------------------------------------------------------------- | --------------------- | --- |
| 2005 | Urban Legends: Bloody Mary                                                         | Alumna                | |
| 2006 | Law & Order: Special Victims Unit                                                  | Jessica DeLay         | 1 episodi |
| 2007 | Women's Murder Club                                                                | Alexis Sherman        | 1 episodi |
| 2008 | Dream Boy                                                                          | Evelyn                | |
| 2008 | The Cleaner                                                                        | Rebecca Smith         | 1 episodi |
| 2009 | Dare                                                                               | Courtney              | |
| 2009 | The Winning Season                                                                 | Wendy                 | |
| 2009 | ER                                                                                 | Megan                 | 2 episodis |
| 2009 | Amics amb dret a alguna cosa més                                                   | Tara                  | |
| 2009 | Youth in Revolt                                                                    | Taggarty              | |
| 2009 | Tanner Hall                                                                        | Fernanda              | |
| 2010 | Malson a Elm Street. L'origen                                                      | Nancy Holbrook        | |
| 2010 | La xarxa social (The Social Network)                                               | Erica Albright        | |
| 2011 | Millennium: Els homes que no estimaven les dones (The Girl with the Dragon Tattoo) | Lisbeth Salander      | Nominació − Oscar a la millor actriu Nominació − Globus d'Or a la millor actriu dramàtica |
| 2013 | Ain't Them Bodies Saints                                                           | Ruth Guthrie          | |
| 2013 | Side Effects                                                                       | Emily Taylor          | |
| 2013 | Her                                                                                | Catherine             | |
| 2014 | Trash                                                                              | Olivia                | |
| 2015 | Carol                                                                              | Therese Belivet       | Premi a la interpretació femenina (Festival de Canes) Nominació − Oscar a la millor actriu secundària Nominació − Globus d'Or a la millor actriu dramàtica Nominació − BAFTA a la millor actriu secundària |
| 2015 | Pan: Viatge al País de Mai Més (Pan)                                               | Tiger Lily            | |
| 2016 | Kubo and the Two Strings                                                           | Les germanes          | Veu |
| 2016 | Una                                                                                | Una                   | |
| 2016 | Lion                                                                               | Lucy                  | |
| 2016 | The Secret Scripture                                                               | Roseanne McNulty jove | |
| 2017 | The Discovery                                                                      | Isla                  | |
| 2017 | A Ghost Story                                                                      | M                     | |
| 2017 | Song to Song                                                                       | Faye                  | |
| 2018 | Don't Worry, He Won't Get Far on Foot                                              | John Callahan         | |
| 2018 | Maria Magdalena                                                                    | Maria Magdalena       | |
| 2018 | Dominion                                                                           | Narradora             | |
| 2021 | Nightmare Alley                                                                    | Molly Cahill          | Segona adaptació cinematogràfica de la novel·la de William Lindsay Gresham, després de la versió de 1947.                                                                                                  |
| 2022 | Elles parlen                                                                       | Ona Friesen           | |